# Liga Luqueña de Fútbol
La Liga Luqueña de Fútbol es una de las 17 ligas regionales de Central, correspondiente a la Federación de Fútbol del Undécimo Departamento Central, a su vez afiliado a la Unión del Fútbol del Interior. El campeonato tiene como equipos participantes del municipio de Luque y tiene a su cargo el desarrollo del Torneo interno de mayores y juveniles de los clubes afiliados a la misma,así como la representación de la entidad, a través de la Selección Luqueña de Fútbol.

## Equipos participantes
En total participan 32 equipos afiliados a la liga y todos en la jurisdicción de la ciudad de Luque.

## Historia
Corrían los primeros meses de 1924, más específicamente el 6 de julio, y ante la necesidad de reglamentar las competencias en Luque, de los torneos barriales que se jugaban en esos tiempos idos y más porque en ese entonces en la Liga Paraguaya de Fútbol la comunidad contaba con su primer represente, el Sportivo Luqueño, nacido el 1 de mayo de 1921 con la fusión de Vencedor, General Aquino y Marte Atlético, empezó a surgir la creación de la Liga.
Dirigentes de la época se reunieron para la conformación de una Liga que los nucleara. Después de varias reuniones se decidió la fundación de la Liga Regional Luqueña de Fútbol, nombre que fuera puesto en las sesiones que se realizaban en la casa de don Ignacio Martínez, estando presentes entre otros Feliciano Cáceres, Alejandro González, Marciano Caballero Martínez, Cristóbal Ramírez, Manuel Oliveri Gill, Marcos Galeano, Demetrio Chamorro y otros, representantes de los clubes Eligio Ayala de Tarumandy, Teniente Ledesma de Ycua Karanda’y, 15 de agosto de Itapuamí, Coronel Bogado de Yaguareté Corá, Pettirossi, 18 de enero de Maka’i, Unión Agrícola de Cañada Garay, Marte Atlético, Vencedor y General Aquino, además de otras entidades invitadas a formar parte de la novel Liga de Areguá, Mariano Roque Alonso y Limpio, como el 24 de Setiembre de Valle Pucú, Pilcomayo, 8 de Diciembre, 10 de agosto y otros.
La presidencia de la nueva LRLF recayó en la persona de Ignacio Martínez. Los primeros encuentros se desarrollaban en el Sportivo Luqueño y se disputaba en horas de la mañana, porque por la tarde eran los partidos del cuadro auriazul y los aficionados querían participar y acompañar al equipo que representaba a la ciudad en el campeonato de las Liga Paraguaya de Fútbol.

### Entidad con local propio
Después de una pausa se volvieron a reunir los dirigentes para la reorganización, con la participación del literario José Concepción Ortiz, en 1940, cuando se produjo el cambio de la denominación, Liga Luqueña de Fútbol. En la actualidad, la entidad matriz del balompié luqueño posee un local propio con Personería Jurídica 518 del 19 de septiembre de 1963, en el centro mismo de la ciudad, Iturbe 245 casi Benigno González, donde funciona la dependencia administrativa, sala de sesiones, sala de concentración, un tinglado de 333 metros cuadrados, dos salones comerciales.
Igualmente, la Liga tiene un campo de deportes en la compañía Costa Sosa. La compra del terreno donde actualmente esta el local de la Liga fue adquirida en la época del presidente Héctor “Bebito” Coronel, en 1966. A modo de anécdota, la comisión directiva de ese entonces no quería hacer erogaciones, pero de todos modos el presidente se fue con el secretario a realizar la compra del local a nombre de la Liga. La primera construcción fue bajo la presidencia Aurelio Centurión, en 1971.
Luego fue mejorando la entidad con varias remodelaciones, una pieza cuando era presidente Apolonio Alarcón, pista y sanitarios balo la época de Eduardo Cáceres, demolición y tinglado de 333 metros cuadrados en la presidencia del licenciado Justo Concepción Marecos, planta alta cuando en la era del presidente Felipe Sosa. La sala de sesiones lleva la denominación de Ezequiel Zelaya, expresidente del 29 de junio y fue construida en la presidencia de Adolfo Zárate. La ampliación de la sala de sesiones para 100 personas se dio bajo la administración de actual titular, Rafael Rubén García.
En el presente, la Liga cuenta con un moderno local de concentración para 20 personas, cuerpo técnico y jugadores, construido bajo la presidencia de Juan Ángel Marecos Acosta, siendo vicepresidente Wilfrido Ferreira. El campo de deportes fue visto por el entonces presidente Pedro Ramírez Gayoso. En asamblea del 6 de febrero del 2011, en elecciones reñidas fue elegida la dupla Rafael Rubén García y Pablo Julián Ibarrola, dirigentes surgidos del Atlético Juventud y el Sportivo Julio Correa, respectivamente.
Con esta conducción se abonó la totalidad de la cuotas municipales por el predio en cuestión ubicado en la 4.ª compañía Costa Sosa, en forma adelantado, que será el asiento del campo de deportes, con el pago de las cuotas de todos los clubes. Bajo la presidencia de Rafael García se registró la titulación del campo de deportes, donde se están introduciendo mejoras a nivel de obras, amurallado completo, estructura de hormigón armado para la futura gradería, recientemente se cambió la totalidad de su alambrado olímpico.

### Campeón en Luque y Limpio
El primer campeonato se disputó en 1924, proclamándose campeón el 1.º de Mayo, hoy en la Liga Limpeña de Fútbol, donde también fue el primer monarca. Se desarrollaron 66 campeonatos hasta la temporada actual. Por cuestiones no bien sabidas, se dejó de disputar el certamen desde 1925 hasta 1940. Ese año se reorganizó entidad y la nueva comisión directiva, siendo Panciano Urbieta elegido presidente, el encargado de la reorganización.
Clubes desaparecidos:
General Aquino o Pa’i Tibi estaba cerca de la estación del ferrocarril; Marte Atlético, del Kilómetro 13 y ½; 24 de Pata Blanca. de Ykua Karanda’y; 12 de Junio, del 4.º barrio; Central Independiente, del Centro; 10 de agosto, de Yaguareté Corá; Mariscal Estigarribia, de Bella Vista; Curupayty, del barrio Inmaculada; Huracán, de la zona de la doble avenida Humaitá; y otras entidades más que desaparecieron a lo largo de estos 89 años de vida de la Liga Luqueña.

### Pasaron por la Liga Luqueña
Varios clubes han pasado por esta liga antes de formar parte de la hoy Asociación Paraguaya de fútbol, como el General Díaz, del Kilómetro 12, General Caballero de Campo Grande, 29 de Setiembre del barrio Molino, Asociación Sport Independiente de Yuquyry, actualmente en la Liga Aregüeña, entre otros.

### El goleador histórico
El máximo goleador es Nicolas Leon, jugador del club Peñon Paraguayo, quien ha marcado un total de 42 goles, coronándose de esta manera como el máximo artillero en la historia de la liga.

## Campeones de Primera División
| Año  | Campeón                        | Subcampeón                      |
| ---- | ------------------------------ | ------------------------------- |
| 1924 | 1.º de Mayo                    |                                 |
| 1928 | 12 de Octubre                  |                                 |
| 1941 | Sport Primavera                |                                 |
| 1942 | Sport Primavera                |                                 |
| 1950 | Capitán Andrés Insfrán         |                                 |
| 1951 | 31 de agosto                   |                                 |
| 1952 | Curupayty                      |                                 |
| 1953 | Unión Agrícola                 |                                 |
| 1954 | Capitán Andrés Insfrán         |                                 |
| 1955 | Capitán Andrés Insfrán         |                                 |
| 1956 | Club 31 de Agosto              |                                 |
| 1957 | Sport Primavera                |                                 |
| 1958 | Sport Primavera                |                                 |
| 1959 | 18 de enero                    |                                 |
| 1960 | Sport Primavera                |                                 |
| 1961 | General Díaz                   | Sport Primavera                 |
| 1962 | Club 3 de Mayo                 |                                 |
| 1963 | General Díaz                   |                                 |
| 1964 | Sport Primavera                | General Díaz                    |
| 1965 | General Díaz                   | Sportivo Ycua Duré              |
| 1966 | Sportivo Julio Correa          | General Díaz                    |
| 1967 | Sport Primavera                | 25 de Noviembre                 |
| 1968 | Sport Primavera                | Peñón de Campo Grande           |
| 1969 | Sportivo Julio Correa          | 29 de Septiembre                |
| 1970 | Sport Primavera                | 29 de Septiembre                |
| 1971 | General Caballero CG           | 18 de enero                     |
| 1972 | General Caballero CG           |                                 |
| 1973 | Sportivo Julio Correa          |                                 |
| 1974 | General Caballero CG           |                                 |
| 1975 | General Caballero CG           | Sportivo Yuquyry                |
| 1976 | Capitán Andrés Insfrán         | General Caballero CG            |
| 1977 | Unión CG                       | Guaraní                         |
| 1978 | Sport Primavera                | Mariscal López                  |
| 1979 | Club 29 de Junio               | Unión de Campo Grande           |
| 1980 | Club 31 de Agosto              | Capitán Andrés Insfrán          |
| 1981 | Peñón de Campo Grande          | General Caballero de Itá Angu'a |
| 1982 | Club 16 de Agosto              | Teniente Herreros Bueno         |
| 1983 | Atlético Juventud              | Teniente Herreros Bueno         |
| 1984 | Atlético Juventud              | 31 de agosto                    |
| 1985 | Atlético Juventud              | Capitán Andrés Insfrán          |
| 1986 | Atlético Juventud              | 16 de agosto                    |
| 1987 | 3 de Mayo                      | 16 de agosto                    |
| 1988 | Peñón de Campo Grande          | 18 de Enero                     |
| 1989 | Sportivo Julio Correa          | Atlético Juventud               |
| 1990 | Sport Primavera                | Atlético Independiente          |
| 1991 | 3 de Mayo                      | Sport Primavera                 |
| 1992 | 31 de agosto                   | 18 de Enero                     |
| 1993 | Capitán Andrés Insfrán         | Sport Primavera                 |
| 1994 | Sport Primavera                | 29 de junio                     |
| 1995 | Peñón de Campo Grande          | Capitán Andrés Insfrán          |
| 1996 | 29 de Septiembre               | Atlético Juventud               |
| 1997 | Sportivo Ycua Duré             | Sport Primavera                 |
| 1998 | Peñón de Campo Grande          | Sport Primavera                 |
| 1999 | Capitán Andrés Insfrán         | Sport Primavera                 |
| 2000 | Teniente Herreros Bueno        | Atlético Triunfo                |
| 2001 | 29 de Junio                    | 18 de Enero                     |
| 2002 | Teniente Herreros Bueno        | Rubio Ñu                        |
| 2003 | Teniente Herreros Bueno        | Atlético Triunfo                |
| 2004 | Porvenir Paraguayo             | Peñón de Campo Grande           |
| 2005 | Teniente Herreros Bueno        | General Caballero de Itá Angu'a |
| 2006 | Teniente Herreros Bueno        | 18 de enero                     |
| 2007 | General Caballero de Itá Angua | Sport Primavera                 |
| 2008 | Capitán Andrés Insfrán         | Teniente Herreros Bueno         |
| 2009 | Teniente Herreros Bueno        | Unión de Campo Grande           |
| 2010 | Unión de Campo Grande          | Unión Agrícola                  |
| 2011 | Sportivo Ycua Duré             | 6 de enero                      |
| 2012 | 16 de agosto                   | Porvenir Paraguayo              |
| 2013 | Sportivo Ycua Duré             | Unión de Campo Grande           |
| 2014 | Sportivo Ycua Duré             | Atlético Internacional          |
| 2015 | Porvenir Paraguayo             | Sport Primavera                 |
| 2016 | Sportivo Yuquyry               | 18 de enero                     |
| 2017 | Atl. Internacional             | 18 de enero                     |
| 2018 | Atlético Internacional         | Sportivo Yuquyry                |
| 2019 | Unión Agrícola                 | Sportivo Julio Correa           |
| 2020 | Suspendido Por Pandemia        |                                 |
| 2021 | Suspendido Por Pandemia        |                                 |
| 2022 | Teniente Herreros Bueno        | Capitán Andrés Insfrán          |
| 2023 | Unión Agrícola                 | Peñón CG                        |
| 2024 | 25 De Noviembre                | Sportivo Julio Correa           |

## Campeones de Ascenso
| Año  | Campeón                            | Subcampeón                       |
| ---- | ---------------------------------- | -------------------------------- |
| 2014 | Comisario Nuñez Pérez de Maramburé |                                  |
| 2015 | Sportivo Yuquyry                   | Atlético Juventud de Bella Vista |
| 2016 | Unión de Campo Grande              | Rubio Ñu                         |
| 2017 | Central Independiente              | San Martín de Porres             |
| 2018 | Unión Agrícola                     | Sport Villa Elena                |

## Títulos por Equipos en la Categoría Principal
| Club                              | Campeonatos | Subcampeonatos |
| --------------------------------- | ----------- | -------------- |
| Sport Primavera                   | 12          | 7              |
| Teniente Herreros Bueno           | 7           | 3              |
| Capitán Andrés Insfrán            | 6           | 4              |
| Sportivo Julio Correa             | 5           | 2              |
| Peñón de Campo Grande             | 4           | 3              |
| Atlético Juventud                 | 4           | 2              |
| Sportivo Ycua Duré                | 4           | 1              |
| 31 de agosto                      | 4           | 1              |
| General Caballero de Campo Grande | 4           |                |
| Unión de Campo Grande             | 3           | 3              |
| General Díaz                      | 3           | 2              |
| Unión Agrícola                    | 3           | 1              |
| 3 de Mayo                         | 3           |                |
| 16 de agosto                      | 2           | 2              |
| 29 de junio                       | 2           | 1              |
| Porvenir Paraguayo                | 2           | 1              |
| Internacional                     | 2           | 1              |
| Curupayty                         | 2           |                |
| 18 de enero                       | 1           | 7              |
| 29 de Septiembre                  | 1           | 2              |
| General Caballero de Itá Angu’a   | 1           | 2              |
| Sportivo Yuquyry                  | 1           | 2              |
| 1ero. de Mayo                     | 1           |                |
| 12 de Octubre                     | 1           |                |
| 25 de Noviembre FBC               | 1           |                |

## Campeonatos
Campeón Nacional de Interligas - SUB 15 (2015)
Campeón Nacional de Interligas - SUB 15 (2017)
Campeón (Invicto) Federación Central (2015)